# 1449 هـ
1449 هي سنة في التقويم الهجري تمتد مقابلةً في التقويم الميلادي بين سنتي 2027 و2028، ويقابل بدايتها في التقويم الميلادي 6 يونيو 2027.
1. 1 2  مذكور في: تقويم القرون (ذات السلاسل، 1405هـ). الصفحة: 262. الناشر: ذات السلاسل. لغة العمل أو لغة الاسم: العربية. تاريخ النشر: 1984. المُؤَلِّف: صالح العجيري.